# Хаста
Хаста (лат. hasta) е древноримско копие (предполага се, че е заимствано от сабините).
Първоначално римляните били въоръжени с ударни копия – хасти, а по-късно, през IV – III в., започнали да се превъоръжават с по-леки метателни копия – пилуми. Първо новото оръжие било използвано от хастатите, а после от принципите. Триариите продължили да ползват хасти до реформата на Марий.
Фециалите символично хвърляли окървавено копие на важеската територия при започването на военни действия.
Hasta pura (чиста хаста), т.е. копие без острие, била давана като военна награда на първия центурион (primus pilus) при завършването на военната кариера. При обществените търгове забитата в земята хаста служела за започване на сделките (subhastationes).